# Bergmanovský herec
Pojem bergmanovští herci se užívá[zdroj⁠?!] pro označení poměrně přesně vymezené neformální skupiny skandinávských herců, kteří po významnou část své kariéry spolupracovali se známým divadelním a filmovým režisérem Ingmarem Bergmanem. Vzhledem k jeho postavení v dějinách světové kinematografie představují bergmanovští herci v podstatě elitu dvou silných generací skandinávských herců. Pro soudržnost skupiny byl rozhodující Bergmanův personální konzervatismus.
Vzhledem k zaměření vrcholných Bergmanových děl prosluli bergmanovští herci především schopností věrně vyjadřovat intenzivní, složité emoce. Označení „bergmanovský“ se proto často vztahuje k existenciálním tématům.

## Známí bergmanovští herci

### Liv Ullmann a Max von Sydow
Liv Ullmann a Max von Sydow jsou světově nejznámější bergmanovští herci. Původem norská herečka Liv Ullmann se během intenzivní spolupráce v šedesátých letech s Bergmanem sblížila i po osobní stránce, byli partnery pět let a měli spolu dceru Linn. Osobní problémy později narušily jejich profesionální vztahy a Ullmann se postupně orientovala na mezinárodní projekty. Přesto spolupráce nadále pokračovala. Liv Ullmann hrála i v posledním Bergmanově filmu Saraband z roku 2003.
První významnou Sydowovou rolí byla hlavní postava křižáka Blocka v Bergmanově Sedmé pečeti. Později s Bergmanem úspěšně spolupracoval a slavil úspěch i v mnoha různých populárních (například role exorcisty ve Vymítači ďábla, role v Barbaru Conanovi či v Minority report) ale i úzkoprofilových filmech (Evropa od Triera) jiných režisérů.

### Další bergmanovští herci
Další bergmanovští herci jsou například Ingrid Thulin, Gunnar Björnstrand, Erland Josephson, Allan Edwall, Harriet Andersson, Bibi Andersson. Bergman dále trvale spolupracoval s vynikajícím kameramanem Svenem Nykvistem (známým jako „malíř světla“), se kterým natočil více než dvacet snímků.

### Vnímání bergmanovských herců u nás
I v době normalizace byly u nás Bergmanovy filmy promítány. Avšak dojmy určité části publika negativně ovlivňovala různá předchozí očekávání, která neodpovídala zaměření filmů.
Přesto jsou v Česku bergmanovští herci obecně vysoce hodnoceni.

## Produkční model
Během své profesionální dráhy se Bermgan vyprofiloval od známého divadelního k známému filmovému režiséru a od nenáročných témat počátku padesátých let (například komediálně romantické Úsměvy letní noci) k náročným psychologickým dramatům. Úzká spolupráce s konkrétními herci a spoléhání se na několik známých lokací (viz například heslo Fårö) přinášelo především následující výhody.
- Výrazné zvýšení produktivity práce : Například v období ostrovní trilogie Bergman napsal a realizoval čtyři filmy (trilogii Hodina vlků, Hanba, Náruživost a dále televizní film  Obřad) během necelých tří let.
- Snížení finančních nákladů
- Zvýšení a zkvalitnění práce v štábu

## Zánik skupiny
Přes rozdílnost námětů se Bergmanův výraz během šedesátých a sedmdesátých let ustálil a i přes vysokou uměleckou hodnotou produkce již Bergman nepřicházel s radikálně novými koncepcemi.

### Hadí vejce
V roce 1977 se pokusil překonat některé své stereotypy v Hadích vejcích, které byly vůbec nejdražším a nejvýpravnějším Bergmanovým filmem. V následujících desetiletích došlo, i přes dílčí úspěchy (například Fanny a Alexandr), k utlumení množství režisérské práce stárnoucího Bergmana.

### Bergmanovští herci a TarkovskéhoOběť
Prominentní sovětský režisér Andrej Tarkovskij, žánrově blízký Bergmanovi, se po emigraci potýkal s problémy financovat svou tvorbu. Tarkovský směřoval svou Obětí z roku 1986 k navázání na Bergmanův model; angažoval bergmanovské herce (především Allana Edwalla) a využil pobřežních scenérií ostrova Fårö. Oběť se setkala s pozitivním mezinárodním ohlasem, ale nadějnou spolupráci ukončila náhlá Tarkovského smrt.